# Oude Lierpolder
De Oude Lierpolder is een polder en voormalig waterschap ten noorden van de plaats De Lier, in de Nederlandse provincie Zuid-Holland.
Het waterschap was verantwoordelijk voor de drooglegging en de waterhuishouding in de polders.
De polder is grotendeels bebouwd met woningen. De polder grenst in het noordoosten aan de Groeneveldse polder en in het zuiden aan de watergang Lee.

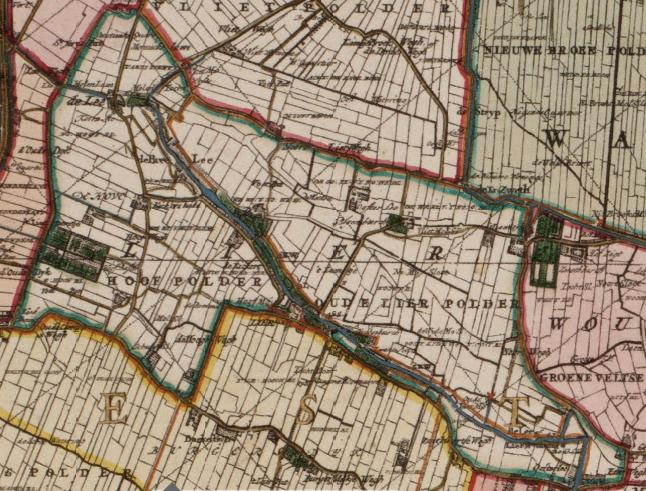
Kaart 1712